# Supremo essencial
Em matemática, o conceito de supremo essencial está relacionado à noção de supremo, mas o primeiro é mais relevante em teoria da medida, onde são consideradas propriedades que não são válidas em todo lugar, ou seja, para todo elemento de um conjunto, mas sim em quase todo ponto, ou seja, exceto em um conjunto de medida nula.
Seja (X, Σ, μ) um espaço de medida, e f : X → R  uma função definida em X e assumindo valores reais, que não é necessriamente mensurável. Um número real a é chamado de cota superior para f se f(x) ≤ a, para todo x em X, isto é, se o conjunto
{\displaystyle \{x\in X:f(x)>a\}}
é vazio. Por outro lado, a é dito uma cota superior essencial se o conjunto
{\displaystyle \{x\in X:f(x)>a\}}
tem medida nula, isto é, se f(x) ≤ a para quase todo x em X. Então, da mesma forma que o supremo de f' é definido como a menor cota superior, o supremo essencial é definido como a menor cota superior essencial.
Mais formalmente, o supremo essencial de f, ess sup f, é definido por
{\displaystyle \mathrm {ess} \sup f=\inf\{a\in \mathbb {R} :\mu (\{x:f(x)>a\})=0\}}
se o conjunto {\displaystyle \{a\in \mathbb {R} :\mu (\{x:f(x)>a\})=0\}} das cotas superiores essenciais é não vazio, e ess sup f = +∞ em outros casos.

## Exemplos
Sobre a reta real considere a medida de Lebesgue e sua correspondente σ-Álgebra Σ. Defina uma função f pela fórmula
{\displaystyle f(x)={\begin{cases}5,&{\mbox{se }}x=1\\-4,&{\mbox{se }}x=-1\\2,&{\mbox{ em outros casos. }}\end{cases}}}
O supremo desta função (e também seu valor máximo) é 5. No entanto, a função assume esse valor apenas no conjunto {1}, que têm medida nula. Em todos os demais pontos a função tem valor 2. Assim, o supremo essencial (e também o ínfimo essencial) desta função é igual a 2.
Como um outro exemplo, considere a função
{\displaystyle f(x)={\begin{cases}x^{3},&{\mbox{if }}x\in \mathbb {Q} \\\arctan {x},&{\mbox{se }}x\in \mathbb {R} \backslash \mathbb {Q} \\\end{cases}}}
onde Q denota o conjunto dos números racionais. Esta função é ilimitada tanto por cima quanto por baixo, então seu supremo é ∞. No entanto, do ponto de vista da medida de Lebesgue, o conjunto dos números racionais tem medida nula; assim, o que realmente importa é o que acontece no complementar deste conjunto, onde a função é dada por arctan x. Disto segue que o supremo essencial é π/2.
Por último, considere a função f(x) = x3 definida para todo x real. Seu supremo essencial é +∞.

## Propriedades
- {\displaystyle \inf f\leq \inf \mathrm {ess} f\leq \sup \mathrm {ess} f\leq \sup f}